# Albert Rösti
Albert Rösti (Frutigen, 7 augustus 1967) is een Zwitsers politicus voor de Zwitserse Volkspartij (SVP/UDC) uit het kanton Bern. Sinds 1 januari 2023 is hij lid van de Bondsraad.

## Biografie

### Jeugd en opleiding
Albert Rösti is van opleiding bio-ingenieur en was voorzitter van de federatie van Zwitserse melkproducenten.

### Politicus

#### Nationale Raad
Bij de parlementsverkiezingen van 2011 werd hij voor het eerst in de Nationale Raad gekozen. Hij werd herverkozen in 2015 en in 2019.

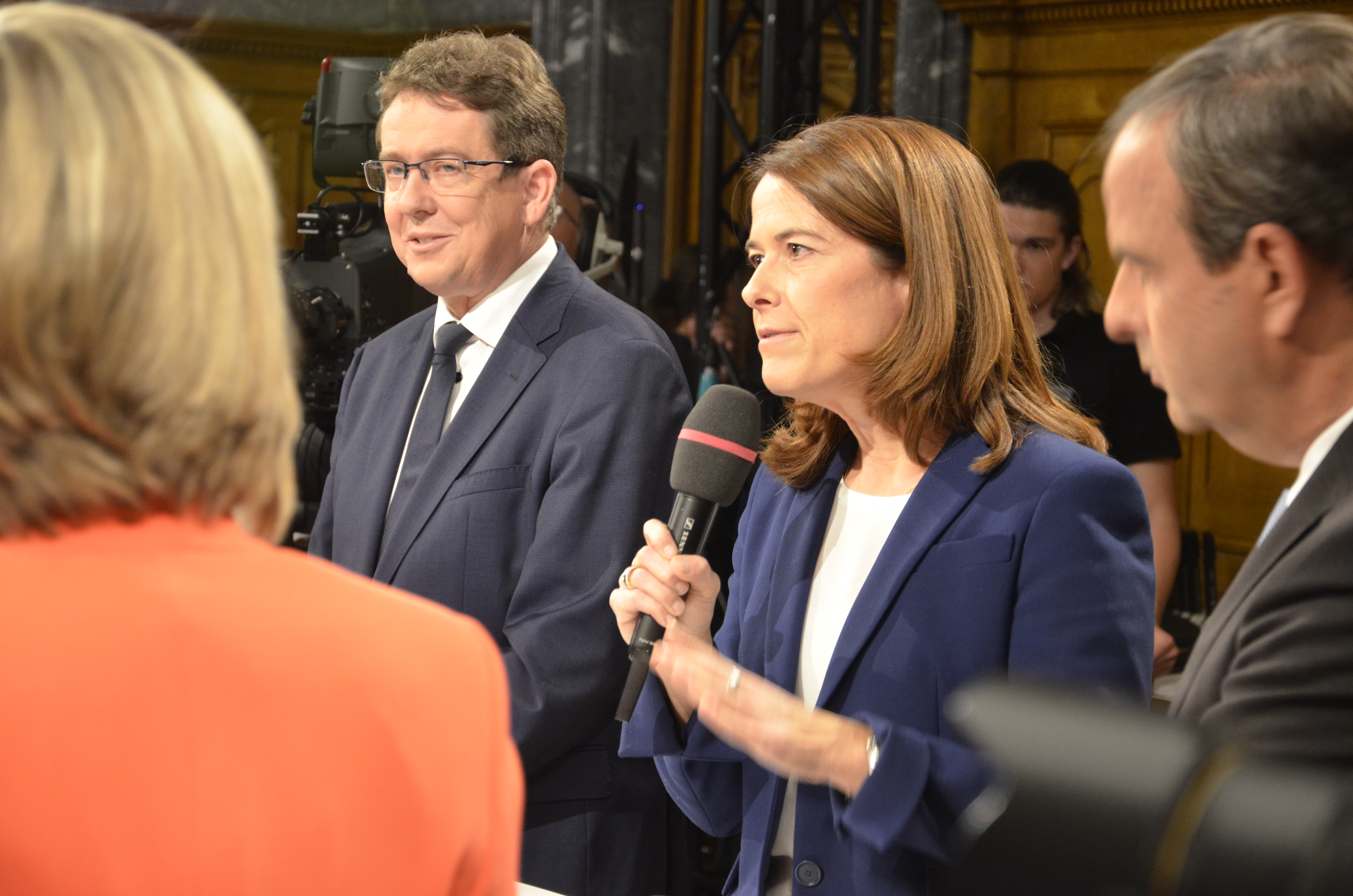
SVP/UDC-voorzitter Albert Rösti (links) naast Petra Gössi (voorzitter FDP/PLR) en Gerhard Pfister (voorzitter CVP/PDC) tijdens een televisiedebat in het kader van de parlementsverkiezingen van 2019. Bern, Federaal Paleis, 20 oktober 2019.

#### Partijvoorzitter
Op 23 april 2016 werd hij voorzitter van de Zwitserse Volkspartij (SVP/UDC) in opvolging van Toni Brunner. Na de verkiezingen van 2019 kondigde hij zijn ontslag aan als voorzitter. Hij zou worden opgevolgd in de loop van de lente van 2020. Vanwege de coronacrisis in Zwitserland werden de verkiezingen echter uitgesteld naar augustus 2020. Uiteindelijk werd Marco Chiesa op 22 augustus 2020 verkozen tot nieuwe partijvoorzitter en opvolger van Rösti.

#### Bondsraad
In 2022 was hij kandidaat om Ueli Maurer op te volgen als lid van de Bondsraad. Zijn tegenkandidaat was Hans-Ueli Vogt. Op 7 december 2022 werd zij na één stemronde verkozen tot lid van de Bondsraad. Op dezelfde dag werd ook Élisabeth Baume-Schneider (SP/PS) in de Bondsraad gekozen. Hij werd bevoegd voor het Federaal Departement van Milieu, Verkeer, Energie en Communicatie.
- Base de données des élites suisses: 73340
- Gemeinsame Normdatei: 120007401
- Historisch woordenboek van Zwitserland: 062210
- International Standard Name Identifier: 0000 0000 1254 9341
- Système universitaire de documentation: 24396756X
- Zwitserse Bondsvergadering: 4100
- Virtual International Authority File: 64827164
- WorldCat: E39PBJbRfTbPhh3kmGygf6Y3wC